# Benzofenon
Benzofenon (benz[en]+fenon), difenil-keton, C6H5COC6H5, aromatski keton u obliku bezbojnih kristala karakteristična mirisa. Pripravlja se suhom destilacijom kalcijeva benzoata. Destilacijom kalijeva ili natrijeva benzoata bi se dobilo nešto slično benzofenonu, ali kao takav benzofenon bi više ličio na aceton. Mjesto metilnih, na karbonilnoj skupini bi imao dvije fenilne skupine. Mnogo se upotrebljava u parfimeriji.